# 아이패드 2

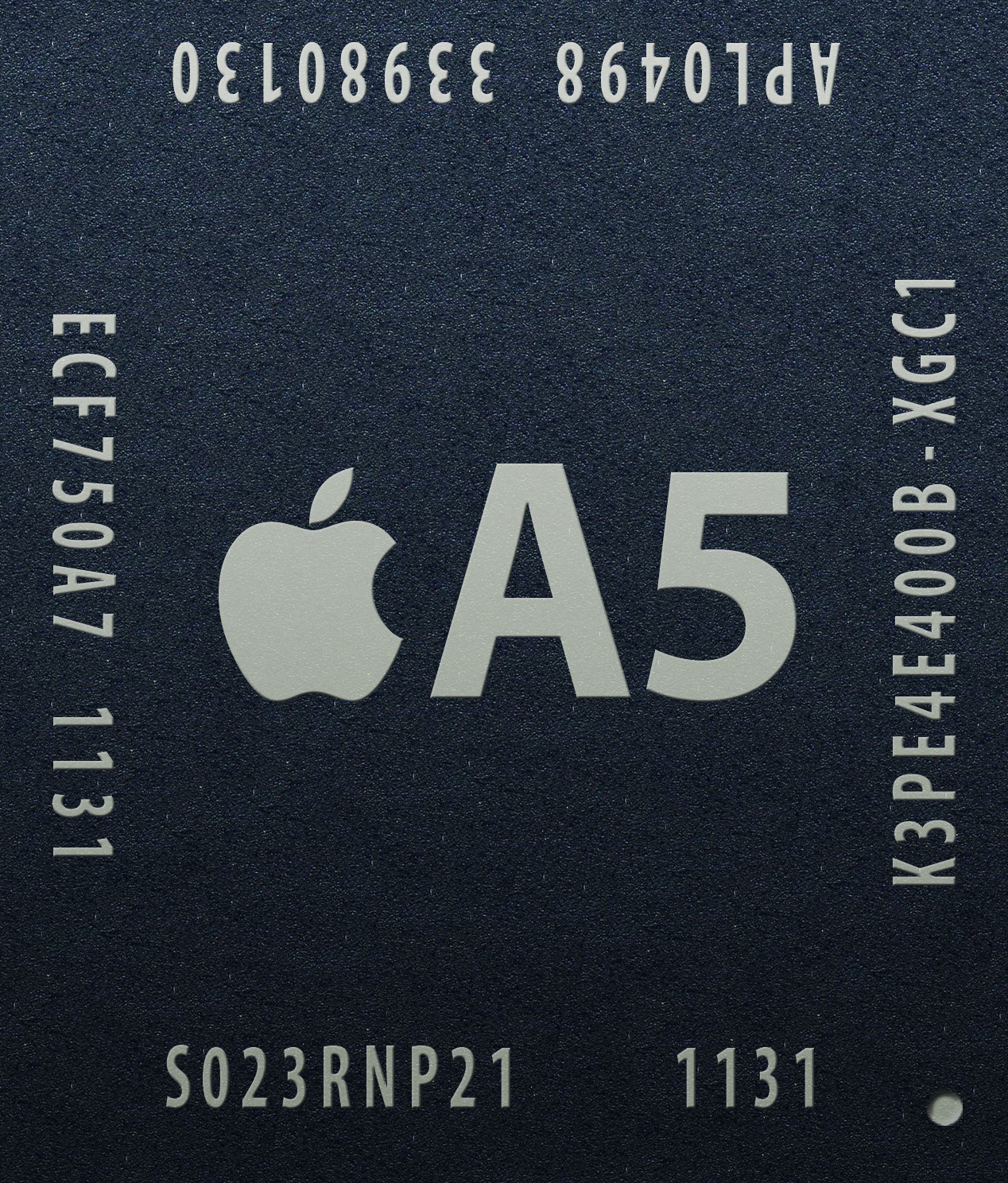
아이패드 2에서 사용된 애플 A5 칩

아이패드 2(영어: iPad 2)는 2011년 3월 2일에 발표된 애플의 새로운 태블릿 컴퓨터로서, 원래 도서, 잡지, 영화, 음악, 게임과 웹 컨텐츠를 포함하는 멀티미디어를 위한 플랫폼으로 애플이 고안, 개발하여 출시한 제품이다. 새로운 프로세서인 A5 칩을 사용하며, 더 얇아졌다.(13.4mm -> 8.8mm) 자이로스코프와 전, 후면 카메라를 장착하였다. 통신방식에 따라 와이파이 버전과 3G 버전으로 나뉘고, 색상에 따라 검은색과 흰색으로 나뉜다. 가격은 전작과 똑같다.(미국 기준) 2011년 3월 11일에 미국에서 1차적으로 출시되었으며 3G 모델은 AT&T와 버라이즌 와이어리스 두 곳에서 출시가 되었다. 2주 뒤인, 2011년 3월 25일에는 일본, 프랑스를 비롯한 26개국가에 2차적으로 아이패드 2를 출시했다. 대한민국은 2011년 4월 29일 KT와, SK텔레콤을 통해서 발표되었으며 발표 하루 뒤에 물량이 바닥을 드러내고, 전체 태블릿 컴퓨터 시장의 62%를 차지할 정도로 인기가 있었다. 국내에서는 갤럭시탭에 비해 아이패드의 선호도가 압도적으로 높다.(갤럭시탭은 전체 태블릿 컴퓨터 시장의 9%를 차지함) 한편 일본에서는 대지진으로 출시가 연기되었다. 애플은 아이패드2 발표와 함께 글로벌 정책으로 구형 아이패드의 가격을 일괄적으로 인하하기도 했다. 또한 뉴아이패드가 나온 이후 가격을 18만원 낮춘 50만원에 아이패드2를 살 수 있었지만 2014년 3월 19일(현지시각) 아이패드2는 단종되어 구매할 수 없다.

## 발표
6주 시한부설 등 그 동안 건강 문제를 제기받아오던 애플 전 CEO 스티브 잡스가 호호이 참석하여 직접 발표를 해 화제를 일으켰다. 잡스는 언론에 보도된 것보다는 건강한 모습을 보여 경영에 문제가 없음을 보여주었다. 또한 잡스는 발표 과정에서 삼성의 갤럭시 탭을 비롯한 각종 태블릿 컴퓨터 경쟁사들의 로고를 모니터에 띄우고 '애플의 모조품(copycats)'이라며 노골적으로 비판하기도 했다. 잡스는 2011년은 아이패드2의 해가 될 것이라며 극찬했다. 아이폰4에서 흰색 제품이 결함 문제로 인해 출시되지 못했던것과 다르게, 아이패드2는 흰색 모델을 검은색 모델과 같이 출시한다고 밝혔다. 같은 날 스마트 커버도 동시에 발표했다. 덮으면 자동으로 꺼지고, 열면 자동으로 켜지는 기능이 있으며, 스마트 커버를 세 번 접어 낮은 각도로 세워서 문서작성을 할 수 있고, 높이 세워서 동영상 감상을 할 수 있도록 한 아이디어가 돋보이는 제품이다. 색상은 검은색과 흰색 두 종류이다.

## 향상된 성능
아이패드2는 와이파이 모델 기준 79g이 가벼워졌고, 두께가 3.6mm 줄어 아이폰4보다 더 얇다. 또한 그래픽 성능이 최대 9배나 빨라졌으며 출시 이후 실험한 결과 실제로도 상당한 성능 향상이 있는 걸로 밝혀졌다. 더 향상된 1 GHz 듀얼코어 A5칩셋과, 두배로 향상된 512MB 메모리를 장착하여 데이터 처리 속도도 빨라졌다. 30만 화소급 카메라와, 90만 화소급 카메라가 앞뒤로 장착되었고, 케이블을 통해 tv 등으로 화면을 즐길 수 있는 HDMI도 추가됐다. 그러나 화면 크기와, 해상도는 이전 제품과 같으며, 이전 제품의 출시가와 같은 가격으로 출시되었다.

## 판매량과 영향력
아이패드 2는 출시 당일 60만대가 팔려 공급 부족사태를 빚었으며, 이틀만에 100만대가 팔렸다. 이전 제품이 출시 28일만에 100만대를 돌파한 것보다 월등히 빠른 속도이다. 아이패드 2의 출시로 인해 기존 제품의 가격이 하락하면서 다른 제품들에도 영향력을 미쳤다. 발표 일주일만에 경쟁사인 삼성은 갤럭시탭의 가격을 인하하기로 결정했다.
아이패드는 성능에 대해서도 좋은 평가를 받았다. 미국 컨슈머리포트는 20여개 태블릿 PC중에 최고의 제품으로 선정했고 시장조사기관인 가트너에 따르면 2011년 태블릿PC 판매량의 70%가 아이패드 2가 될 것으로 예상했다.

## 사진

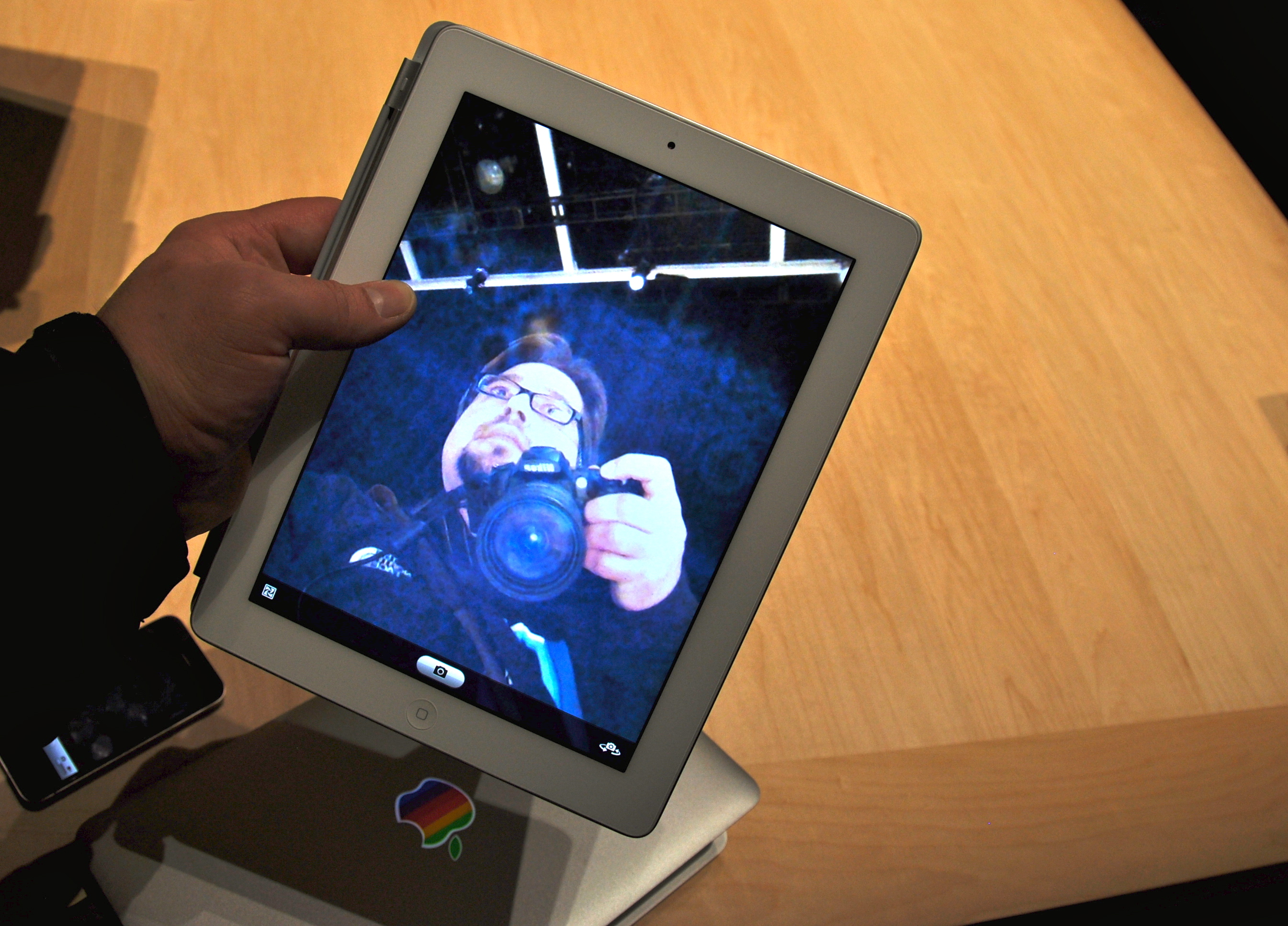
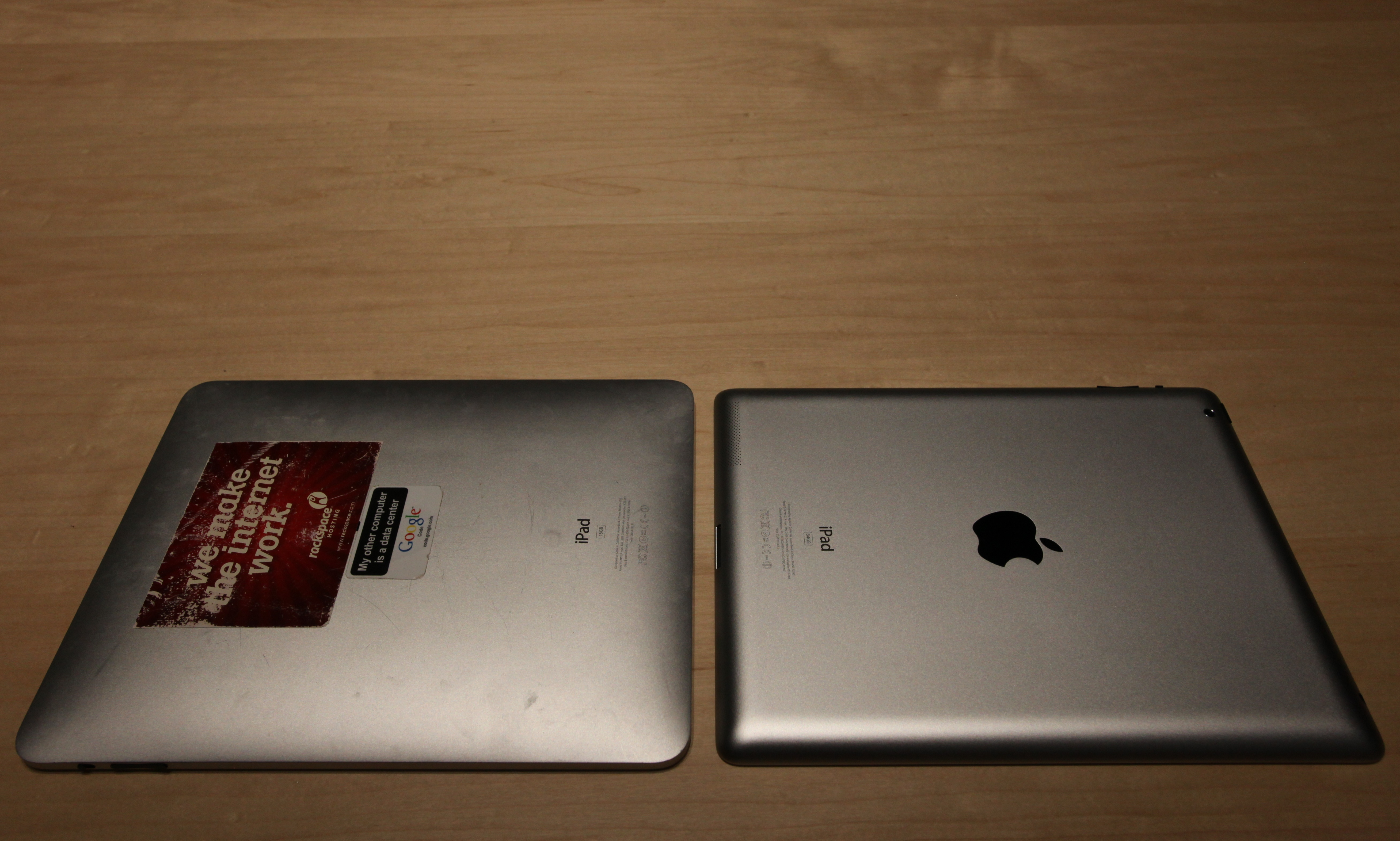
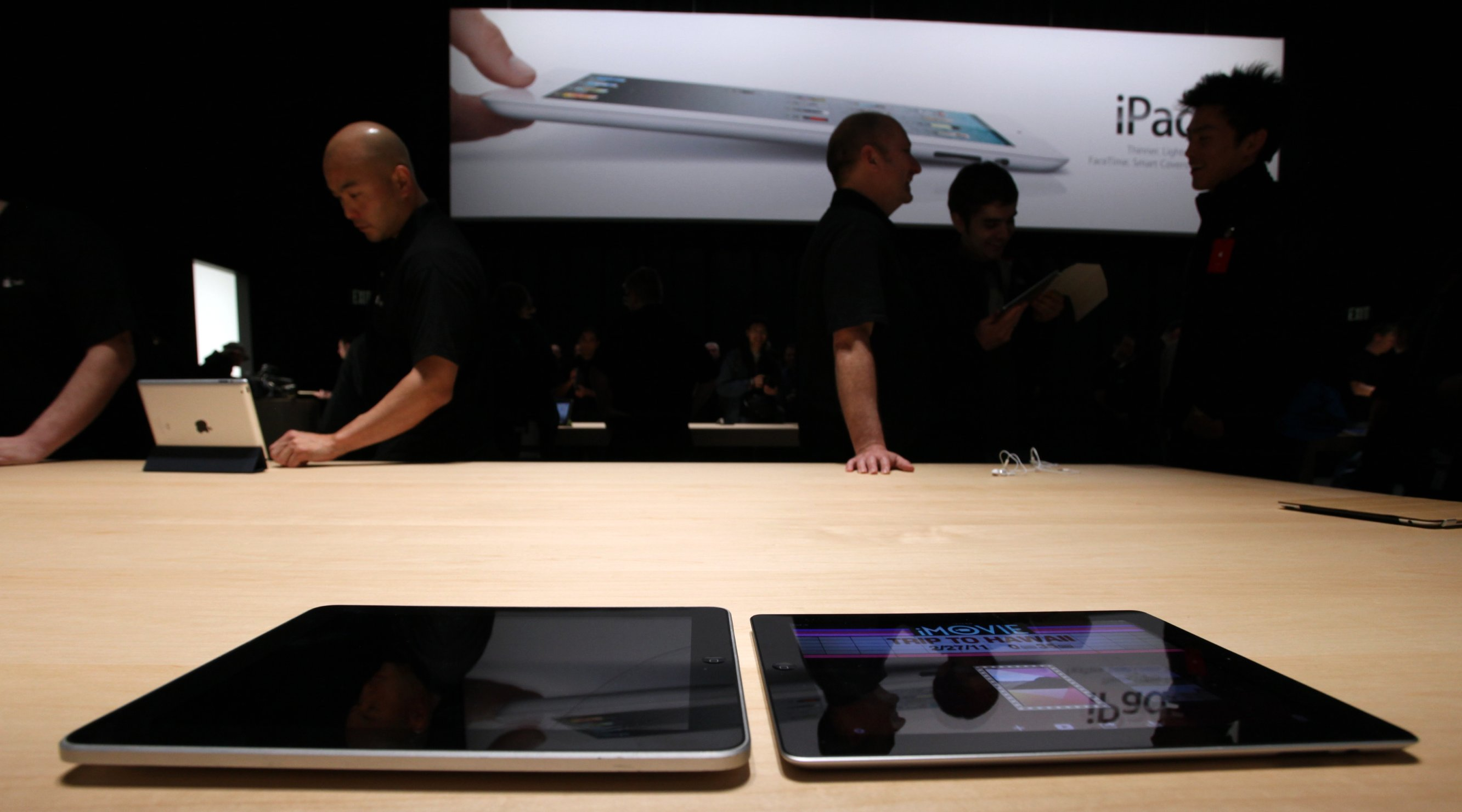
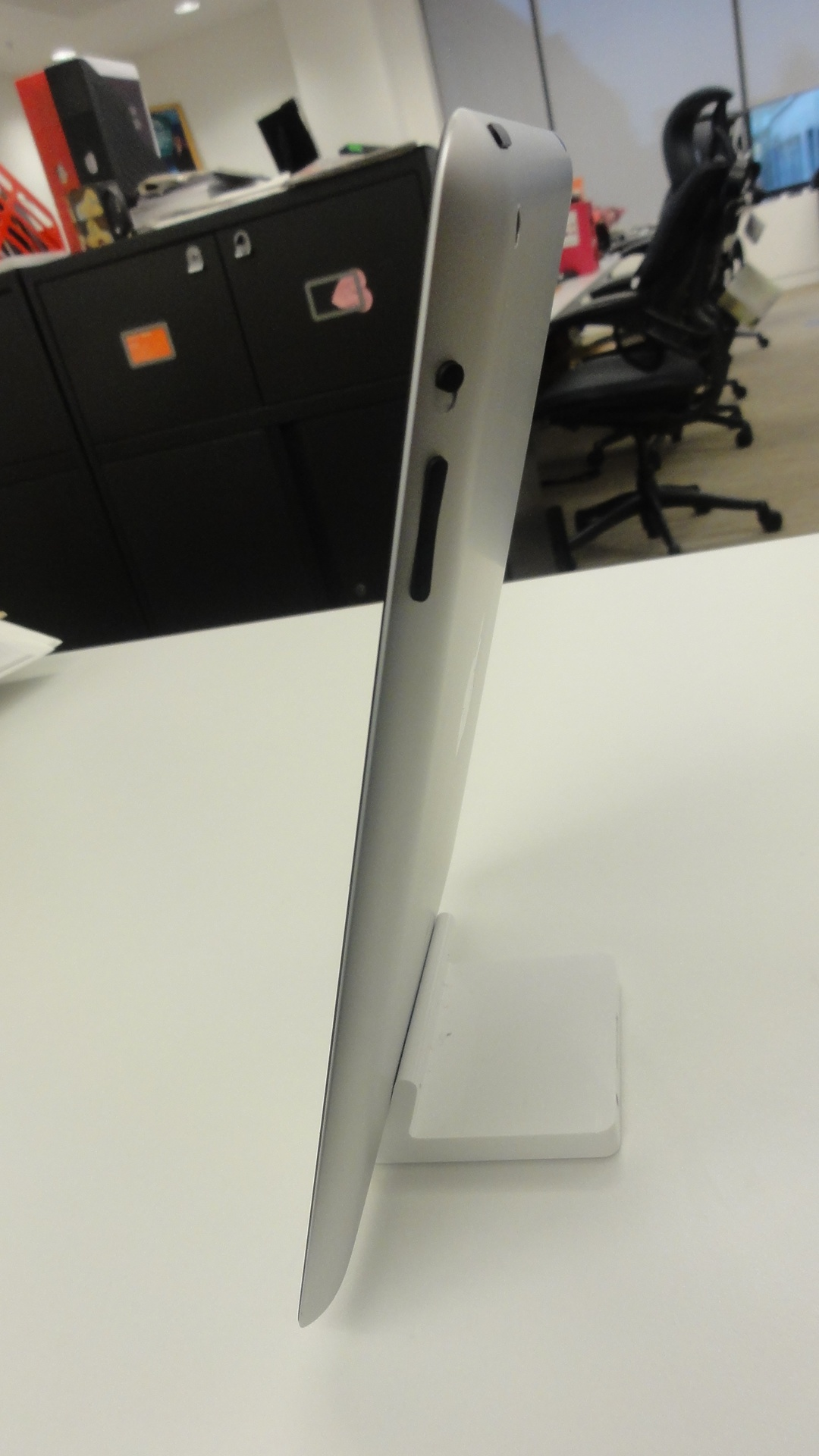

## 하드웨어
| 분류           | 내용 |
| -------------- | --- |
| 디스플레이     | 9.7인치 IPS LED 백라이트 LCD |
| 중앙 처리 장치 | Apple A5 1 GHz 듀얼코어 [ FSB - 400 MHz / 1MB 2차 캐시 메모리 ] 실제동작 클럭 - 950MHz                                                                  |
| 메모리         | 삼성 512MB DDR2 SDRAM ( A5 패키지에 내장 ) |
| 그래픽         | 1024×768 픽셀 (XGA), PowerVR SGX543MP2 그래픽 칩 사용                                                                                                   |
| 저장 용량      | 16GB 플래시 메모리, 32 GB, 64 GB (히타치 제조) |
| 무선 네트워크  | 내장 802.11a/b/g/n과 블루투스 2.1 + EDR |
| 3G 네트워크    | UMTS/HSDPA/HSUPA (850, 900, 1900, 2100 MHz); GSM/EDGE (850, 900, 1800, 1900 MHz) 버라이즌 모델: CDMA EV-DO Rev. A (800, 1900 MHz)                       |
| 운영 체제      | iOS 9.3.5 (출시 당시 iOS 4.3) |
| 카메라         | 전면 비디오 녹화, VGA급 사진 및 최대 30프레임 동영상 촬영, 30만 화소 후면 비디오 녹화, HD (720p)급 최대 30 프레임 동영상 촬영, 5배 디지털 줌, 97만 화소 |
| 배터리         | 내장 리튬이온폴리머 25 W·h (최대 10시간의 동영상 재생, 140시간의 음악 재생, 1개월의 대기 시간)                                                          |
| 기타           | 자이로스코프 A-GPS (Assisted GPS): 3G 모델 전용 스피커, 마이크로폰, 30-핀 커넥터                                                                        |
| 무게           | 601g (Wi-Fi 모델) / 613g (Wi-Fi+3G 모델, 통신사: AT&T) / 607g (Wi-Fi+3G 모델, 통신사: 버라이즌)                                                         |
| 크기           | 가로 18.6 cm, 세로 24.0 cm, 두께 0.88 cm |

## 판매
애플은 아이패드 2 발표 후 The new ipad, 아이패드 with retina display, 아이패드 에어를 발표하였고, 예전에는 3,4세대는 단종되고 아이패드 에어와 아이패드2는 구매가 가능하였으나, 2014년 3월 19일(현지시각) 아이패드2는 단종되고 아이패드 with retina display로 대체되어 판매되고 있다.

## 같이 보기
- 아이패드
- 아이패드 (3세대)
- 갤럭시 탭
- 모토로라 줌